# Ahmad Gholoum
Ahmad Abdullah Hassan Gholoum (* 31. Mai 1980) ist ein ehemaliger kuwaitischer Leichtathlet, der sich auf das Kugelstoßen spezialisiert hat. Seinen größten Erfolg feierte er mit dem Hallenasienmeistertitel 2008 in Doha.

## Sportliche Laufbahn
Erste internationale Erfahrungen sammelte Ahmad Gholoum vermutlich im Jahr 1998, als er bei den Juniorenweltmeisterschaften in Annec mit einer Weite von 15,76 m in der Qualifikationsrunde ausschied. Anschließend siegte er mit 16,25 m bei den Arabischen Juniorenmeisterschaften in Damaskus. Im Jahr darauf siegte er mit 17,87 m bei den Juniorenasienmeisterschaften in Singapur und gewann anschließend bei den Arabischen Meisterschaften in Beirut mit 17,91 m die Bronzemedaille hinter dem Katarer Bilal Saad Mubarak und Khaled al-Khalidi aus Saudi-Arabien. 2000 belegte er bei den Asienmeisterschaften in Jakarta mit 17,81 m den fünften Platz und im Jahr darauf gewann er bei den Arabischen Meisterschaften in Damaskus mit 18,92 m die Silbermedaille hinter Bilal Saad Mubarak aus Katar. 2002 gewann er bei den Westasienspielen in Kuwait mit 18,04 m die Silbermedaille hinter dem Katarer Mubarak und anschließend belegte er bei den Asienmeisterschaften in Colombo mit 17,37 m den sechsten Platz. Zudem gelangte er bei den Asienspielen in Busan mit 18,27 m auf den vierten Platz. Im Jahr darauf belegte er bei den Arabischen Meisterschaften in Amman mit 17,76 m den vierten Platz und 2004 gewann er bei den Panarabischen Spielen in Algier mit 18,20 m die Bronzemedaille hinter dem Katarer Khalid Habash al-Suwaidi und Yasser Farag aus Ägypten. Im Jahr darauf belegte er bei den erstmals ausgetragenen Islamic Solidarity Games in Mekka mit 17,22 m den siebten Platz und im September belegte er bei den Asienmeisterschaften in Incheon mit 17,92 m den sechsten Platz. Daraufhin gewann er bei den Arabischen Meisterschaften in Radès mit 17,77 m die Bronzemedaille hinter al-Suwaidi aus Katar und dem Ägypter Farag. 
2006 klassierte er sich bei den Asienspielen in Doha mit 18,26 m auf dem sechsten Platz und im Jahr darauf siegte er mit 19,18 m bei den Arabischen Meisterschaften in Amman und gelangte im Diskuswurf mit 48,14 m auf Rang zehn. Anschließend belegte er bei den Asienmeisterschaften ebendort mit 18,17 m den fünften Platz, ehe er bei den Hallenasienspielen in Macau mit 18,88 m die Silbermedaille hinter Sultan al-Habashi aus Saudi-Arabien. Im November belegte er bei den Panarabischen Spielen in Kairo mit 18,71 m den fünften Platz. 2008 siegte er mit 18,55 m bei den Hallenasienmeisterschaften in Doha und 2011 gewann er bei den Arabischen Meisterschaften in al-Ain mit 18,67 m die Silbermedaille hinter seinem Landsmann Meshari Suroor Saad. Anschließend gewann er bei den Panarabischen Spielen in Doha mit 18,74 m die Silbermedaille musste sich dabei nur dem Ägypter Yasser Farag geschlagen geben. Im Jahr darauf belegte er bei den Hallenasienmeisterschaften in Hangzhou mit 19,08 m den vierten Platz und im Dezember siegte er mit 18,97 m bei den Westasienmeisterschaften in Dubai. 2014 belegte er bei den Asienspielen in Incheon mit 18,71 m den fünften Platz und 2015 gewann er bei den Arabischen Meisterschaften in Manama mit 18,08 m die Bronzemedaille hinter den Ägyptern Mostafa Amr Hassan und Mohamed Magdi Hamza. 2022 beendete er dann seine aktive sportliche Karriere im Alter von 42 Jahren.
In den Jahren 2004 und 2005 sowie 2007 und 2015 wurde Gholoum kuwaitischer Meister im Kugelstoßen.